# TVP 3
 (avril 2019).
TVP 3 est une chaîne de télévision du groupe public polonais Telewizja Polska.

## Historique
La chaîne a été lancée en 2002 à la suite de la chaîne TVP Regionalna (pl) fondée en 1994. Elle a pris sa forme actuelle le 2 janvier 2016. Elle repose sur la diffusion de créneaux nationaux diffusés en complément des émissions régionales bénéficiant de décrochages.
De 2007 à 2016, c'est TVP Info qui relaye au niveau national les productions des stations régionales de télévision publique qui avaient repris le dénomination de TVP Regionalna (pl) pour les émissions de nature régionale, avant la renaissance de TVP 3 sous ce nom en 2016.

## Liste des stations régionales contribuant à TVP 3

Logo partagé des émissions régionales de 2013 à 2016

stations régionales constituées antérieurement à 2001
- Białystok
- Bydgoszcz
- Gdańsk
- Katowice
- Cracovie
- Lublin
- Łódź
- Poznań
- Rzeszów
- Szczecin
- Varsovie
- Wrocław

nouveaux centres constitués en 2001 (à la suite de la réforme administrative instituant 16 voïvodies)
- Kielce (relevant de Cracovie jusqu'au 1er janvier 2005)
- Opole (relevant de Katowice jusqu'au 1er janvier 2005)
- Olsztyn (relevant de Gdańsk jusqu'au 1er janvier 2005)
- Gorzów Wielkopolskie (relevant de Poznań jusqu'au 1er janvier 2005)